# Матрифокальна сім'я
Матрифокальна сім'я — тип сімейної структури, де центральною фігурою є мати. Вона має значний вплив на прийняття рішень, а батьки відіграють менш важливу роль у домі та у вихованні дітей.

## Визначення
У 1956 році Реймонд Т. Сміт ввів у дослідження карибських суспільств концепцію матрифокальної сім'ї. Він пов'язав появу матрифокальних сімей із тим, як домогосподарства формуються в регіоні: «Група домогосподарства має тенденцію бути матрифокальною в тому сенсі, що жінка в статусі „матері“ зазвичай є фактичною лідеркою групи, та і навпаки, чоловік-батько, хоча де-юре є головою групи домогосподарств (якщо він присутній), зазвичай займає маргінальне місце в комплексі внутрішніх взаємовідносин групи. Під „маргінальним“ ми маємо на увазі, що він відносно рідко спілкується з іншими членами групи і перебуває на периферії ефективних зв'язків, які об'єднують групу».
Сміт підкреслює, що матрифокальна сім'я не просто орієнтована на жінку, а скоріше на матір. Жінки в ролі матерів стають ключовими в організації сімейної групи. У цій організації та домогосподарств чоловіки зазвичай відіграють маргінальну роль, хоча в інших мережах вони можуть відігравати більш важливу роль. У суспільствах із розширеними матрифокальними сім'ями шлюб трапляється рідше.
У пізніших роботах Сміт має тенденцію менше наголошувати на домогосподарстві та більше розглядати матрифокальність у термінах того, як формується сімейна мережа з матір'ю як ключовими вузлами в мережі. Загалом Сміт стверджує, що матрифокальне споріднення слід розглядати як підсистему в більшому стратифікованому суспільстві та його культурних цінностях. Він дедалі більше наголошує на тому, що афро-карибську матрифокальну сім'ю найкраще розуміти в рамках класово-расової ієрархії, де шлюб пов'язаний із сприйманим статусом і престижем.
«Сімейна або домашня група є матрифокальною, коли вона зосереджена на жінці та її дітях. У цьому випадку батько(и) цих дітей періодично присутні в житті групи і займають другорядне місце. Мати дітей не обов'язково дружина батька одного з дітей». Загалом, за Лорою Гобсон Герлігі з посиланням на П. Мохаммеда, жінки мають «високий статус», якщо вони «основні заробітчани», вони «контролюють… економіку домогосподарства», а чоловіки, як правило, відсутні. Відсутність чоловіків часто тривала.
Один із сучасних критиків Реймонда Сміта, М. Г. Сміт, зазначає, що хоча домогосподарства самі по собі можуть здаватися матрифокальними, зв'язки між домогосподарствами можуть бути патрифокальними. Тобто чоловік у ролі батька може надавати, зокрема, економічну підтримку матері в одному або кількох домогосподарствах, незалежно від того, живе він у цьому домогосподарстві чи ні. Як для чоловіків, так і для жінок спільною рисою такої системи є народження дітей від більш ніж одного партнера.
Альтернативні терміни для «матрифокальних» сімей включають «матрицентричні», «матрипотестальні» та «жіночоцентричні мережі спорідненості».
Матрифокальність розрізняють від понять: матрилокальність, матрілінійність, матрилатеральність і матріархат. Останнє тому, що матрифокальність не означає, що жінки мають владу у більшій спільноті.

## Характеристика та поширення
За словами антрополога Моріса Годельє, матрифокальність є «типовою для афро-карибських груп» і деяких афроамериканських спільнот. До них відносяться сім'ї, в яких батько має дружину і одну або кілька коханок; у деяких випадках мати може мати більше одного коханця. Матрифокальність також була знайдена, за словами Расмуссена за Герлігі, серед народу туарегів у північній Африці. За Герлігі з посиланням на інших авторів, у деяких середземноморських громадах і, згідно з Герліхі, цитуючи Скотта, у міській Бразилії.
У своєму дослідженні сімейного життя в Бетнал-Грін, Лондон, протягом 1950-х рр. Янг і Віллмотт виявили дію як матрифокальних, так і матрилінійних елементів: матері були центром розподілу економічних ресурсів через сімейну мережу. Вони також брали активну участь у передачі прав на оренду своїх дочок у спадкоємстві по материнській лінії.
Наприкінці 1990-х Герлігі знайшла матрифокальність серед народу Міскіту в селі Курі на узбережжі Карибського моря на північному сході Гондурасу. За словами Герлігі, «основна сила» жінок Курі полягає «в їхній здатності створювати повсякденні соціальні ідентичності та родинні стосунки…. Їхня влада лежить поза межами держави Гондурас, яка визнає чоловічі прізвища та чоловіків як законних глав домогосподарств». Герлігі знайшла у Курі тенденцію до материнства і кореляцію з матрілінійністю, при цьому існували також деякі патріархальні норми.
Герлігі виявила, що «жінки знали більше, ніж більшість чоловіків, про історію села, генеалогію та місцевий фольклор» і що «чоловіки зазвичай не знали місцевих родинних зв'язків, належних повноважень або взаємних зобов'язань у сім'ї дружини» і зробила висновок, що жінки Міскіту «дедалі більше беруть на себе відповідальність за соціальне відтворення ідентичностей і, зрештою, за збереження світової культури та мовне розмаїття». Громада Наїр у Кералі та громада Бант у Тулунаду в Південній Індії є яскравими прикладами матрифокальності. Це можна пояснити тим фактом, що якщо чоловіки були здебільшого воїнами за професією, громада мала втратити членів чоловічої статі в молодості, що призвело до ситуації, коли жінки взяли на себе роль управління сім'єю.

## Історія
У XIV столітті в Цзяньнані, Південний Китай, під монгольським правлінням династії Юань, Конг Ці вів щоденник, в якому розповідав про те, що деякі сім'ї практикують гінархію, не визначену, як це зазначено в основних словниках, але визначено Полом Дж. Смітом як «створення короткострокових сімейних структур, де домінують жінки», а не як матрилінійний або матріархальний. Можливо, гінархія могла передаватися з покоління в покоління. За словами Пола Дж. Сміта, саме цьому виду гінархії «Конг приписував… загальний крах суспільства». Конг вважав, що чоловіки в Цзяньнані, як правило, «втрачають… владу на користь жінок».
За словами Годельє матрифокальність виникла в деяких афро-карибських та афроамериканських культурах як наслідок поневолення тисяч людей. Рабам забороняли одружуватися, а їхні діти належали рабовласникам. Жінки в сім'ях рабів «часто» шукали запліднення від білих господарів, щоб діти мали світліший колір шкіри та були більш успішними в житті, зменшуючи роль чорних чоловіків. Деякі суспільства, особливо західноєвропейські, дозволяють жінкам стати оплачуваною робочою силою або отримувати державну допомогу і таким чином мати можливість дозволити собі виховувати дітей самотужки, тоді як деякі інші суспільства «проти… [жінок], які живуть самі по собі».
У деяких фракціях феміністичних переконань, більш поширених у 1970-х, ніж у 1990-х–2000-х роках, і критикованих у фемінізмі та в археології, антропології та теології як відсутність наукової основи, раніше патріархату існував «матрифокальний, якщо не матріархальний, Золотий вік».